# Патријарх московски Јов
Патријарх московски и све Русије Јов (рус. 1-й Святейший Патриарх царствующаго града Москвы и Великого Росийского царствия) световно Иван (Старица око 1525 — Старица 29. јун 1607) био је први Патријарх московски и све Русије Руске православне цркве.
Канонизован је у ранг светитеља Руске православне цркве 9. октобра 1989. године.